# Euplectrotettix scyllinaeformis
Euplectrotettix scyllinaeformis är en insektsart som beskrevs av Bruner, L. 1911. Euplectrotettix scyllinaeformis ingår i släktet Euplectrotettix och familjen gräshoppor. Inga underarter finns listade i Catalogue of Life.